# Ellesmereön

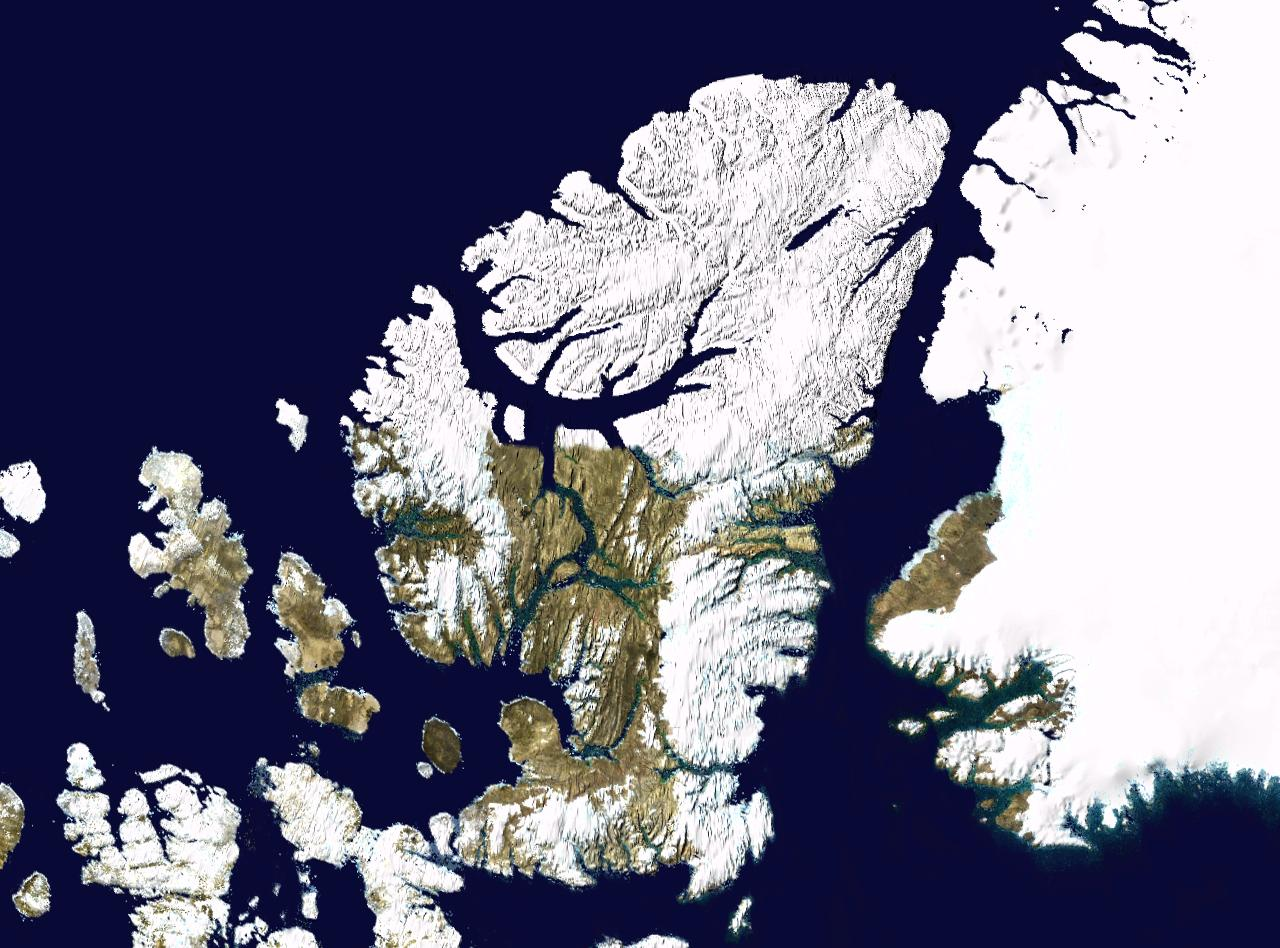
Satellitbild av Ellesmereön.

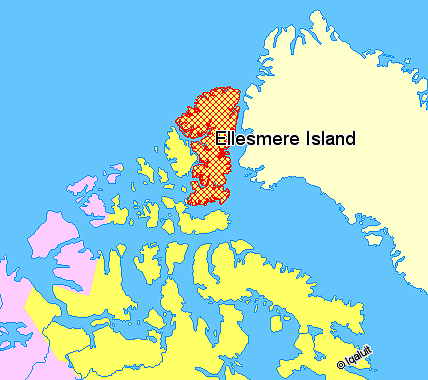
Ellesmereöns läge i Nunavut.

Ellesmereön (engelska: Ellesmere Island, inuktitut: Aussuittuq Qikiqtalua, franska: île d'Ellesmere) är en stor ö i arktiska Kanada. Den ligger i territoriet Nunavut och ingår i ögruppen Queen Elizabeth Islands. Ön är uppkallad efter Francis Egerton som var earl av Ellesmere.
Öns yta är 196 235 km², vilket gör den till världens tionde största ö och den tredje största ön i Kanada efter Baffinön och Victoriaön.
Befolkningen är cirka 170 personer. De flesta bor i samhället Grise Fiord. Det finns även en forskningsstation, Eureka, och en militärbas, Alert.
På nordöstra Ellesmereön ligger Quttinirpaaqs nationalpark, den näst största av Kanadas nationalparker.